# Mareca
Mareca ist eine Gattung beziehungsweise Untergattung von Enten in der Familie der Entenvögel, zu der auch die Pfeifente gehört.
Die in dieser Gattung klassifizierten Arten wurden früher zur Gattung der Eigentlichen Enten (Anas) gezählt. Eine 2009 veröffentlichte Studie fand durch den Vergleich mitochondrialer DNA heraus, dass die Gattung Anas in ihrer damaligen Zusammensetzung nicht monophyletisch war. Basierend auf der Verwandtschaft wurde die Gattung Anas in vier monophyletische Gattungen aufgeteilt, fünf Arten wurden in die Gattung Mareca gestellt.
Die Gattung Mareca wurde vom britischen Naturforscher James Francis Stephens 1824 eingeführt. Die Typusart ist die Pfeifente. Der Name dieser Gattung stammt vom brasilianisch-portugiesischen Wort marreco: allgemein das Wort für eine kleine Ente, speziell für die Knäkente, die allerdings zur Gattung der Löffelenten gehört.

## Arten
Die Gattung Mareca enthält folgende Arten:
| Bild | Wissenschaftlicher Name | Name            | Verbreitung                                                                                                   |
| ---- | ----------------------- | --------------- | --- |
|      | Mareca strepera         | Schnatterente   | Europa, Asien und Zentral-Nordamerika                                                                         |
|      | Mareca falcata          | Sichelente      | Ostasien |
|      | Mareca penelope         | Pfeifente       | Europa und Asien                                                                                              |
|      | Mareca sibilatrix       | Chilepfeifente  | südliches Südamerika                                                                                          |
|      | Mareca americana        | Kanadapfeifente | Kanada und nördliche USA                                                                                      |
|      | Mareca marecula         | † Amsterdamente | ausgestorben, ursprünglich auf der Amsterdam-Insel in den Französischen Süd- und Antarktisgebieten verbreitet |

Mareca strepera ssp. couesi von der Insel Teraina ist nur von zwei juvenilen Exemplaren bekannt. Obwohl sie beim Internationalen Ornithologischen Kongress noch als valide Unterart gelistet wird, handelt es sich höchstwahrscheinlich um zwei juvenile Exemplare der Schnatterente, die nach Teraina verdriftet wurden.

## Systematik
|  | \| \| Kanadapfeifente \| \| \| \| \| \| Chilepfeifente \| \| \| \| |
|  |                                                                    |
|  | Pfeifente                                                          |
|  |                                                                    |
|  | Kanadapfeifente                                                    |
|  |                                                                    |
|  | Chilepfeifente                                                     |
|  |                                                                    |

|  | Kanadapfeifente |
|  |                 |
|  | Chilepfeifente  |
|  |                 |

|  | Sichelente    |
|  |               |
|  | Schnatterente |
|  |               |

|  | \| \| Kanadapfeifente \| \| \| \| \| \| Chilepfeifente \| \| \| \| |
|  |                                                                    |
|  | Pfeifente                                                          |
|  |                                                                    |
|  | Kanadapfeifente                                                    |
|  |                                                                    |
|  | Chilepfeifente                                                     |
|  |                                                                    |

|  | Kanadapfeifente |
|  |                 |
|  | Chilepfeifente  |
|  |                 |

|  | Sichelente    |
|  |               |
|  | Schnatterente |
|  |               |

|  | \| \| Kanadapfeifente \| \| \| \| \| \| Chilepfeifente \| \| \| \| |
|  |                                                                    |
|  | Pfeifente                                                          |
|  |                                                                    |
|  | Kanadapfeifente                                                    |
|  |                                                                    |
|  | Chilepfeifente                                                     |
|  |                                                                    |

|  | Kanadapfeifente |
|  |                 |
|  | Chilepfeifente  |
|  |                 |

|  | Sichelente    |
|  |               |
|  | Schnatterente |
|  |               |

|  | \| \| Kanadapfeifente \| \| \| \| \| \| Chilepfeifente \| \| \| \| |
|  |                                                                    |
|  | Pfeifente                                                          |
|  |                                                                    |
|  | Kanadapfeifente                                                    |
|  |                                                                    |
|  | Chilepfeifente                                                     |
|  |                                                                    |

|  | Kanadapfeifente |
|  |                 |
|  | Chilepfeifente  |
|  |                 |

|  | Sichelente    |
|  |               |
|  | Schnatterente |
|  |               |